# Quattro prigionieri ed un ciarlatano
Quattro prigionieri ed un ciarlatano è un melodramma giocoso in due atti su libretto e musica di Pasquale Sogner, andato in scena per la prima volta al Teatro Nuovo di Napoli nel 1832.

## Trama
La trama segue le vicende di quattro prigionieri fuggitivi portoghesi, guidati dallo strambo Strummolo, che si esprime in napoletano. Il loro cammino si incrocia con quello del ciarlatano Carlo Sanatutti, che si spaccia per medico miracoloso, del corregidore d'Urgel, che dà loro la caccia, di sua figlia Nisa, e del giovane Don Alvaro, da lei amato ma creduto morto. L'intraprendente Strummolo decide di entrare nelle grazie del corregidore spacciandosi per un gran medico, rivaleggiando con l'infido Carlo, pretendo di saper riportare in vita i morti; alla fine dopo varie peripezie ci sarà un lieto fine generale, che vedrà i prigionieri perdonati e gli amanti ricongiunti.

## Struttura musicale
- Sinfonia

### Atto I
- N. 1 - Introduzione Cessò la procella (Coro, Michele, Roberto, Andreuccio, Strummolo)
- N. 2 - Terzetto Meschina me (Biondina, Strummolo, Roberto)
- N. 3 - Quintetto Né?.. Che n'cè? (Strummolo, Michele, Andreuccio, Alvaro, Roberto)
- N. 4 - Duettino Voi rassembrate o bella (Corregidore, Nisa, [Rosa], Coro)
- N. 5 - Duetto Chi sei tu... perché mai (Nisa, Alvaro)
- N. 6 - Finale I E' permesso? / Mancomale (Carlo, Strummolo, Rosa, Corregidore, Coro, Grippa, Nisa, Biondina, Alvaro, Andrea, Roberto, Michele)

### Atto II
- N. 7 - Duetto Pria di tutto in segretezza (Nisa, Strummolo)
- N. 8 - Duetto A me pazza! Voi lo siete (Biondina, Rosa)
- N. 9 - Concertato Zitto tu ca si no ciuccio (Strummolo, Carlo, Nisa, Alvaro, Andrea, Andreuccio, Michele, Rosa, Biondina, Grippa, Coro, Corregidore)
- N. 10 - Aria Ah padre... se la vita (Nisa, [Rosa], Coro, [Corregidore])
- N. 11 - Finale II Amici buon viaggio (Corregidore, Rosa, Nisa, Alvaro, Coro, Strummolo, Roberto, Andreuccio, Michele, Carlo)